# Oak Creek (Kolorado)
Oak Creek – miasto w Stanach Zjednoczonych, w stanie Kolorado, w hrabstwie Routt.